# 曼莫汉·辛格
曼莫漢·辛格（乌尔都语：منموہن سنگھ‬，1932年9月26日—2024年12月26日），印度政治家、经济学家，国大党元老，前印度总理。系锡克教徒，出生于原英属印度旁遮普省（今属巴基斯坦），相继毕业于印度旁遮普大学（Panjab University）、英国剑桥大学及牛津大学，修有经济学博士学位。曾先后担任大学教授、联合国机构官员、印度中央银行行长、财政部长及第13任总理（2004-2014）等职务。

## 生平

### 早年
1932年9月26日，曼莫汉·辛格出生于英属印度西旁遮普地区一个叫做Gah的村庄（今属巴基斯坦旁遮普省）。辛格自幼丧母，由其祖母抚养长大，因而他与祖母的感情深厚。辛格在10岁以前接受的是乌尔都语教育，因而他的印地语口音中有明显的乌尔都语痕迹。

### 学业生涯
1947年，印度和巴基斯坦分治，辛格随家人自巴基斯坦迁往印度阿姆利则，并在当地的印度教学院和印度旁遮普大学学习，于1954年获得经济学硕士学位，随后赴英国劍橋大學继续深造。在剑桥的学业生涯结束后，辛格回到印度，在印度旁遮普大学任教。1960年，他重返英国，在牛津大学攻读经济学博士学位，于1962年修成毕业。1963年起，辛格担任印度旁遮普大学经济学教授，并在1966年至1969年间赴联合国贸易和发展会议（UNCTAD）工作。在此期间，辛格因在经济学中的造诣和成就被任命为印度外贸部顾问。1969年起，辛格在德里大学德里经济学院（Delhi School of Economics）担任国际贸易教授。

### 进入政界
1972年，辛格走入政界，成为印度财政部的首席经济顾问，1976年担任财政部秘书。1980至1982年，他在印度计划委员会任职。1982年，辛格被时任印度财政部长慕克吉任命为印度储备银行行长。1985至1987年，担任印度计划委员会副主席。1987至1990年，辛格在位于瑞士日内瓦的南方中心（South Commission）担任秘书长。1990年，辛格自瑞士返回印度，担任印度总理钱德拉·谢卡尔的经济事务顾问。1991年3月，任大学教育资助委员会主席。

### 财政部长
1991年6月，辛格被时任印度总理拉奥任命为财政部长。当时，印度经济形势严峻，国家财政赤字高企，占到国内生产总值的8.5%，经常项目赤字也接近国内生产总值的3.5%，国际收支的赤字也巨大。与此同时，印度的外汇储备仅有10亿美金，这只能够支付两周的进口费用。在危急形势下，总理拉奥顶住党内压力允许辛格放松对印度经济的管制。此后，辛格在拉奥支持下大显身手，取消了许可证管制，减少了国家对经济的干预，消除了外国投资中的诸多障碍，启动了国有企业私有化进程并减少了进口税收，使印度逐步从社会主义经济转变为资本主义经济，这使得辛格赢得了朝野的高度赞扬与认可。

### 总理生涯
2004年5月，印度国大党領導的执政聯盟意外赢得大选，得以单独执政。由於国大党主席索尼婭·甘地在外國意大利出生，因而其表示拒绝出任并推荐了曾任财政部长的辛格。5月22日，辛格宣誓就任新一任印度总理，成為印度首位錫克教徒總理。

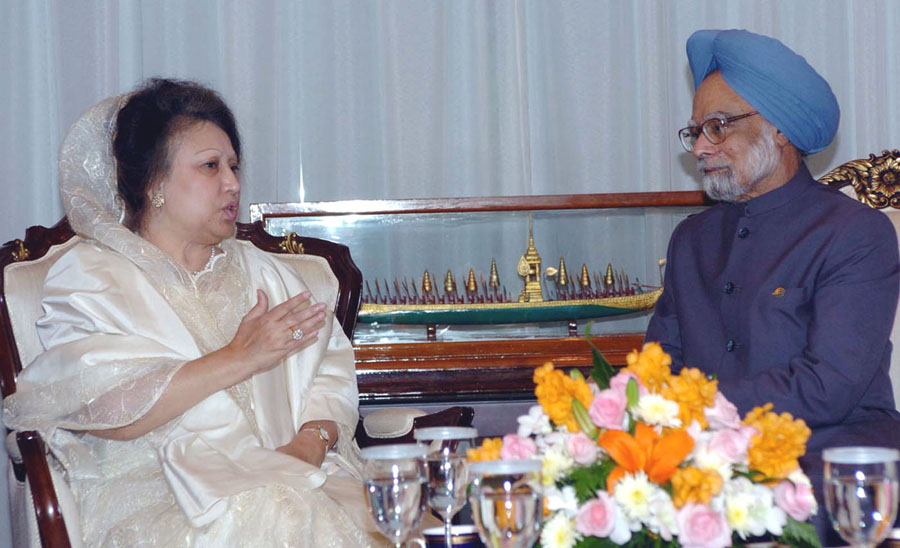
2004年7月，辛格在泰国曼谷与孟加拉国总理卡莉达·齐亚会面。

担任总理后，辛格继续发挥其经济领域的长才，刺激印度市场经济的增长，并取得了广泛成功。辛格任内，印度经济以8-9%的增长率持续攀升，并在2007年达到了9%的历史最高水平。辛格政府继续推行前任瓦杰帕伊政府的“黄金四边形”和高速公路现代化改造等工程，继续致力于银行和金融部门以及国有企业的改革。他的政府尽力减轻农民债务并制定了有利于工业的政策，还引入了增值税取代营业税。

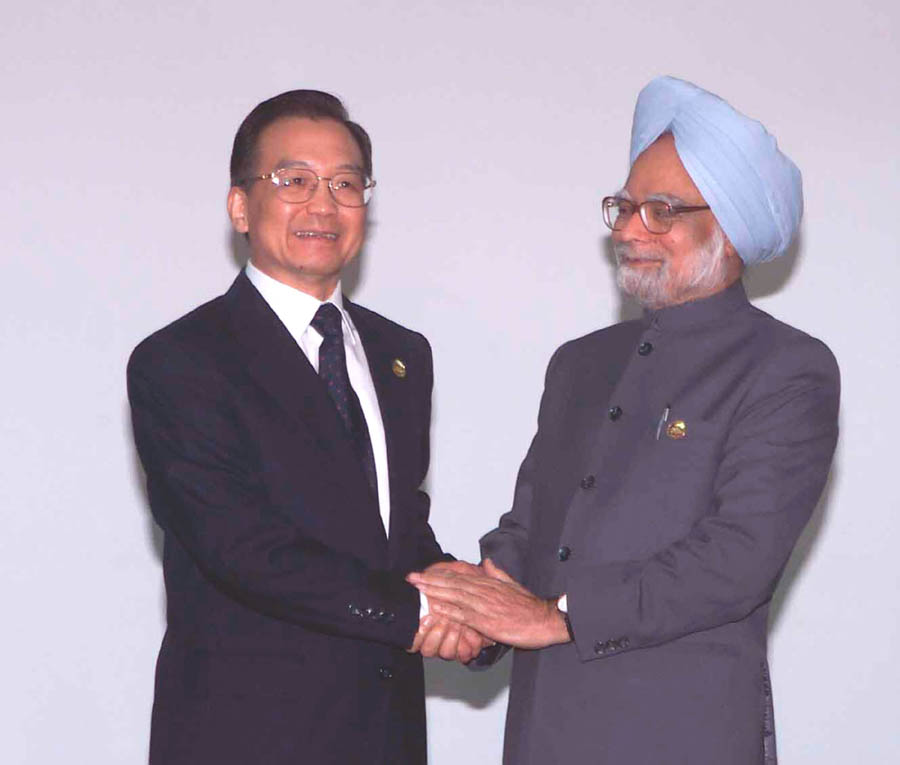
2004年11月，辛格在老挝万象会见中国国务院总理温家宝。

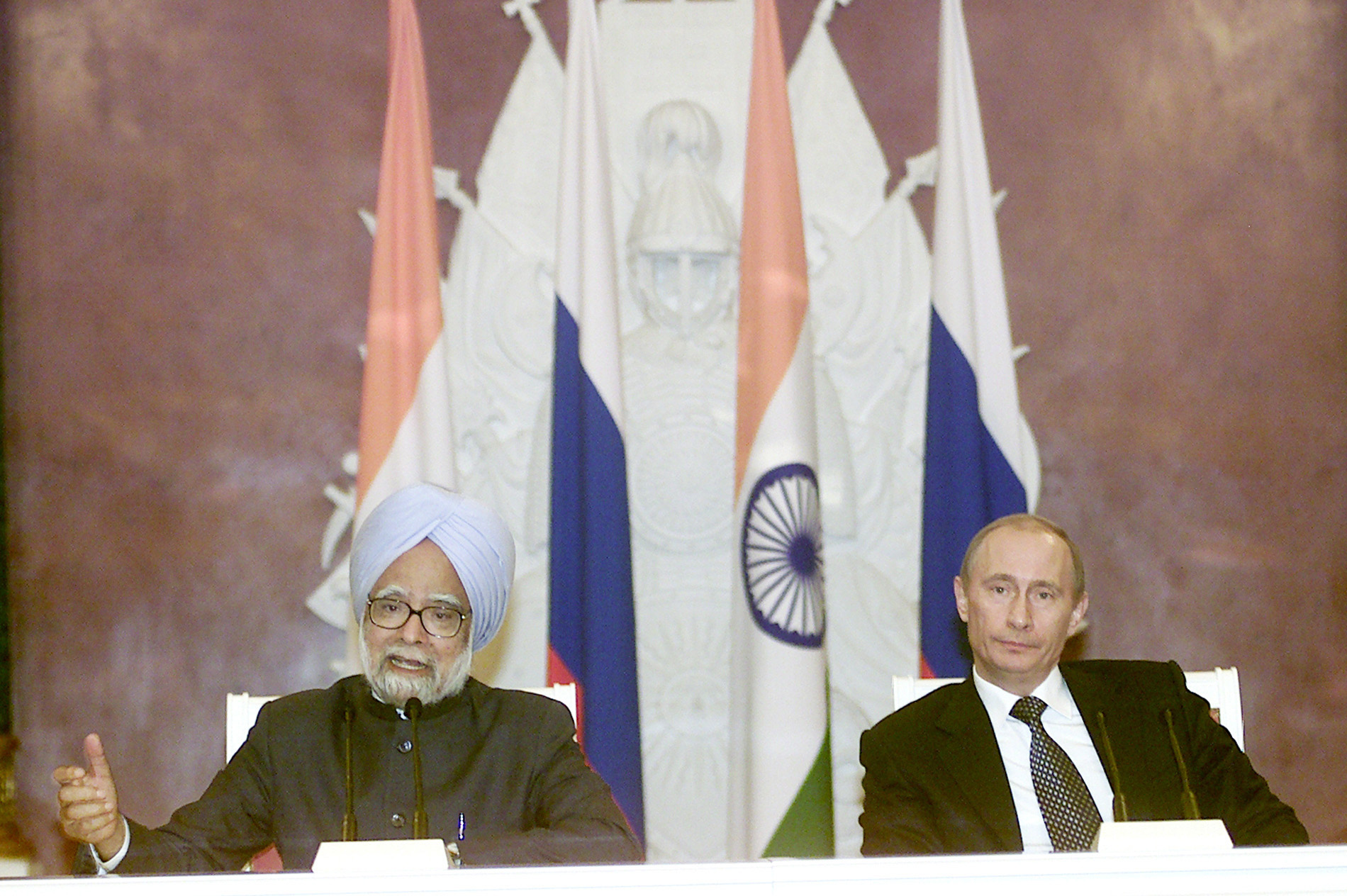
2005年12月，辛格在莫斯科与俄罗斯总统普京一同会见记者。

在教育卫生领域，2005年起，辛格政府启动了庞大的国家农村卫生运动，动员了逾50万的社区卫生工作者。2009年，辛格政府提出教育权法案，在印度的八个邦开设理工学院。他的政府还引入和改进学校营养午餐计划，并增加了农村地区的学校数量，以助力扫除文盲。2010年，印度政府颁布的儿童义务教育法生效，确保了国内6-14岁儿童受到教育的基本权利。

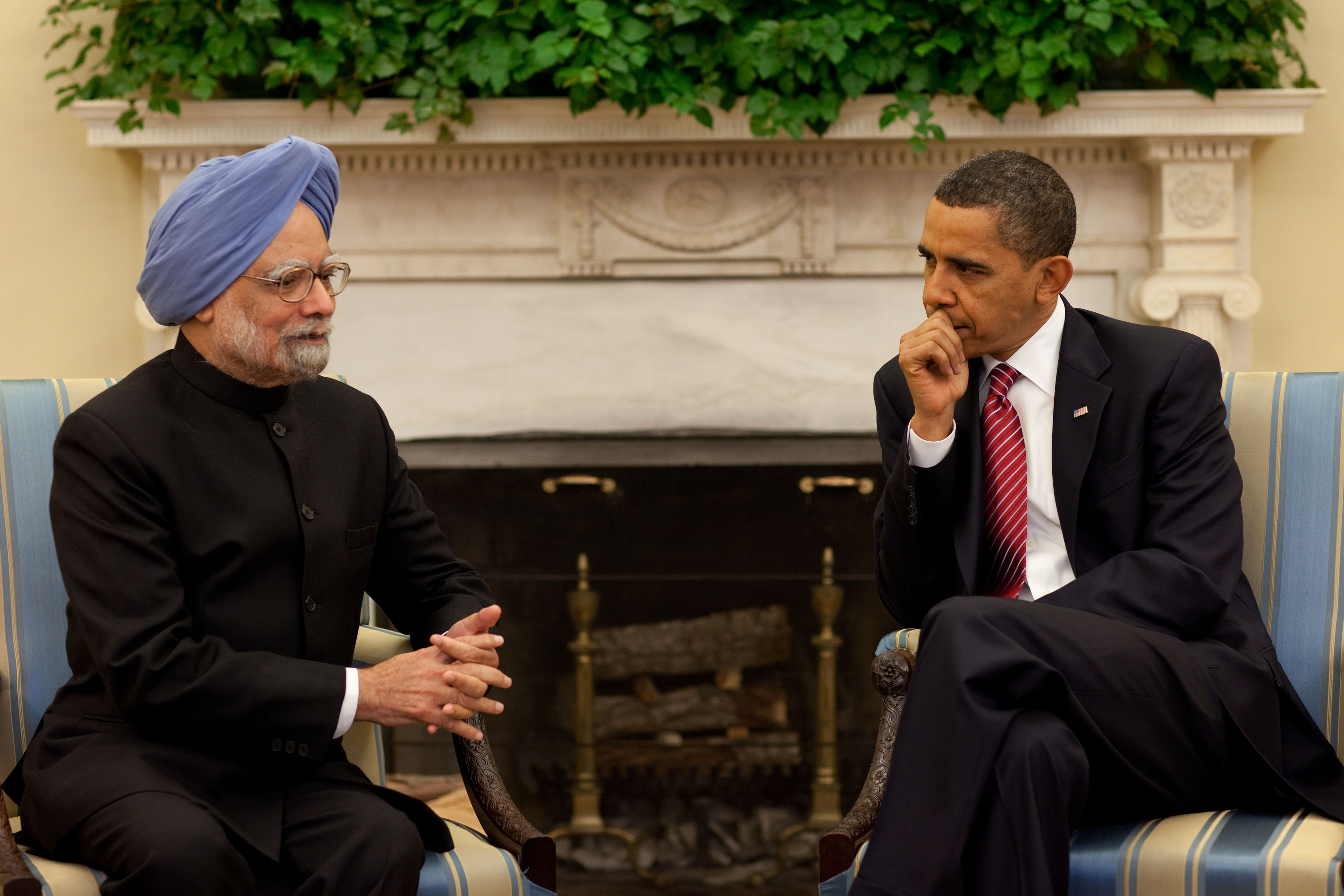
2009年11月，辛格在华盛顿白宫与美国总统贝拉克·奥巴马会面。

辛格政府继续奉行了拉奥和瓦杰帕伊政府的务实外交政策，接续推进与巴基斯坦的和平进程，在他任内，印巴两国领导人频繁互访。在与中国外交方面，辛格一直为缓和中印边界争端而努力，使得中印关系获得突破，乃堆拉山口在关闭40余年后于2006年7月重新开放，中印两国领导人也多次互访。截止2010年，中国是印度的第二大贸易伙伴。在与阿富汗关系方面，辛格政府增加了对阿富汗的一揽子援助，帮助其发展教育、医疗、国防和基础设施。在辛格任内，印度成为阿富汗最大援助国之一。在与美国关系方面，辛格政府致力于加强印美关系，启动了两国民用核协议谈判，并与美国发表了声明，使印度得以获得美国的核燃料与技术，两国核协议于2008年10月被签署。辛格任内印度与欧盟、日本、以色列、俄罗斯和非洲的关系也都有所改善和发展。

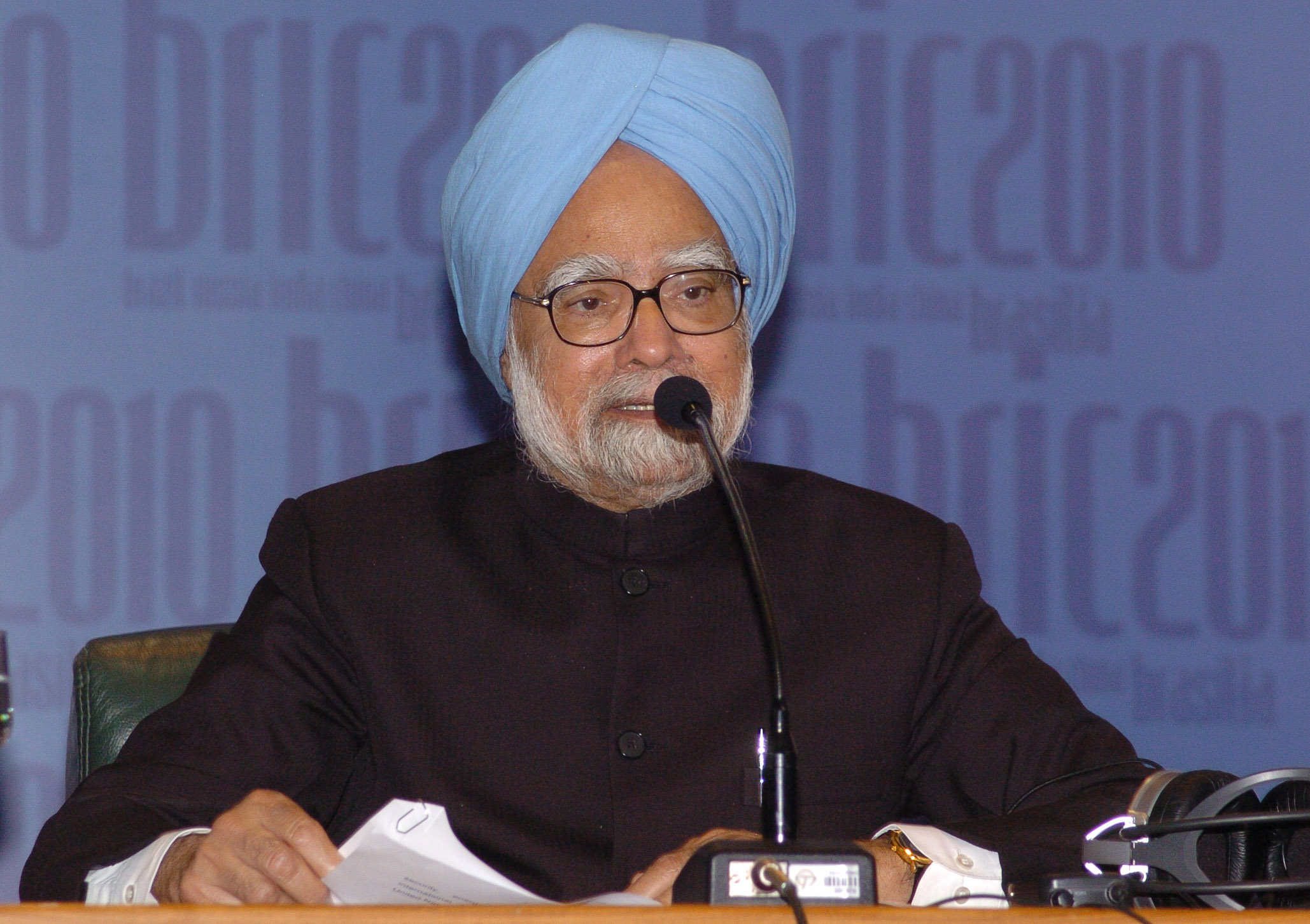
2010年4月，辛格在巴西巴西利亚出席金砖国家领导人峰会记者会。

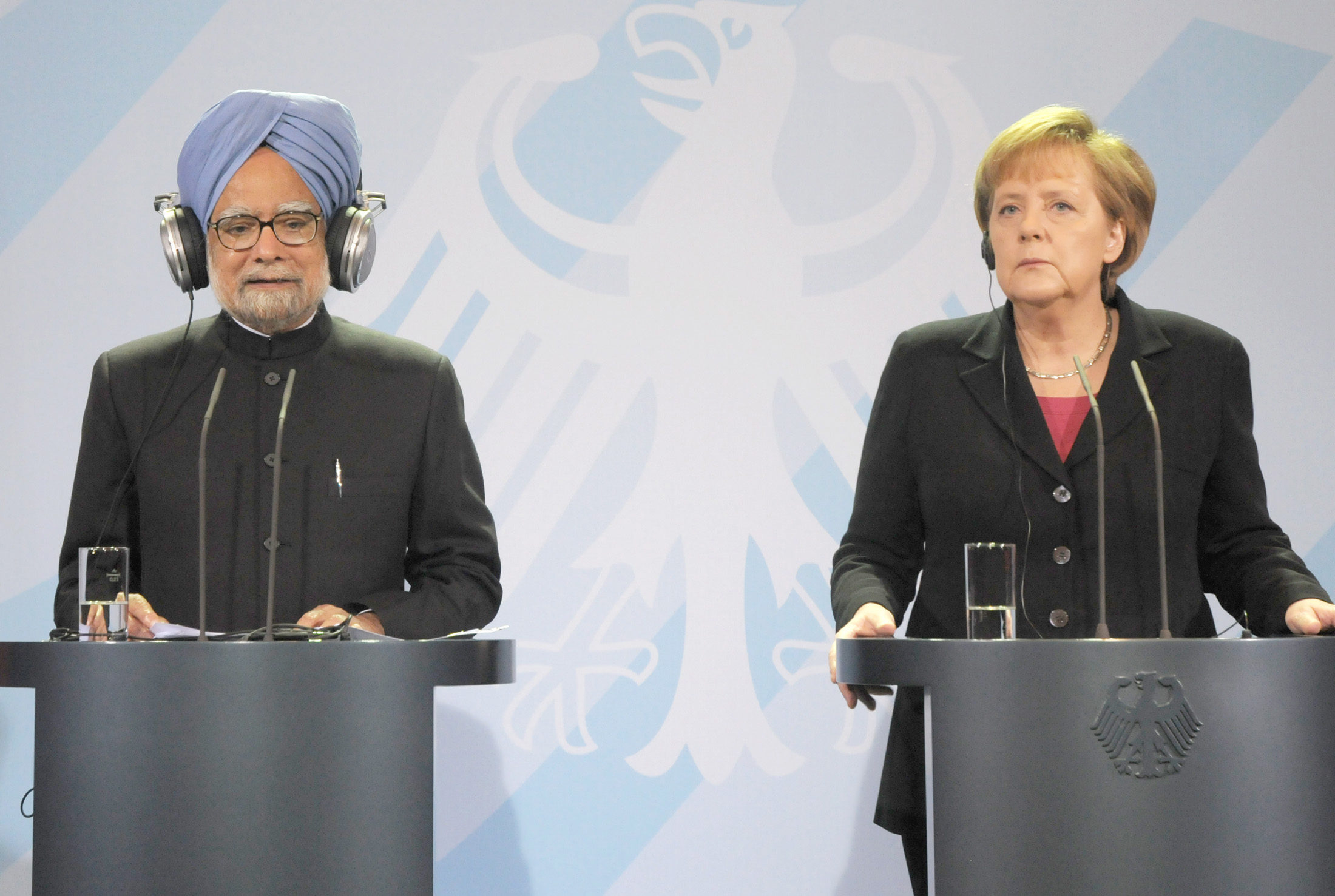
2010年12月，辛格在柏林与德国总理安格拉·默克尔一同出席记者会。

2008年11月，印度孟買遭受來自巴基斯坦的伊斯蘭極端團體恐怖攻擊，造成超過200人死亡。此后不久，辛格政府成立了国家调查局（NIA），以专门的中央政府机构来打击恐怖主义。印度政府还于2009年2月推行了多用途的国民身份证，以增强国家安全和便利电子政务。辛格政府还在克什米尔地区进行了大规模的重建工程，使得该地局势得以缓和，并抑制了印度东北部恐怖主义的蔓延发展。

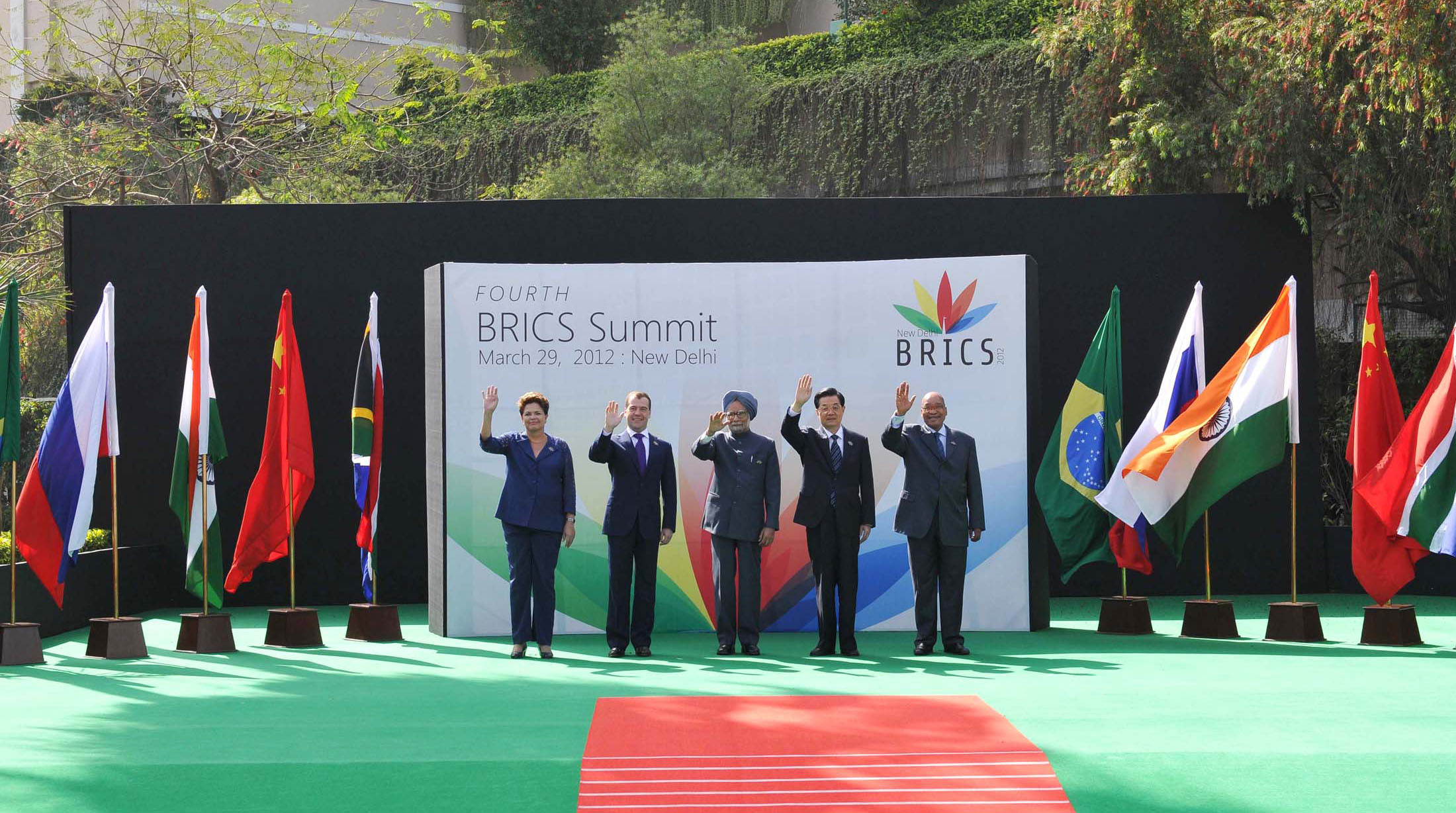
2012年3月，辛格在新德里与金砖国家领导人合影。

2009年大選，國大黨領導的聯盟再次獲得勝利，蟬聯執政，辛格再次成功連任，直至2014年5月卸任。2024年4月，辛格自联邦上议院退休。

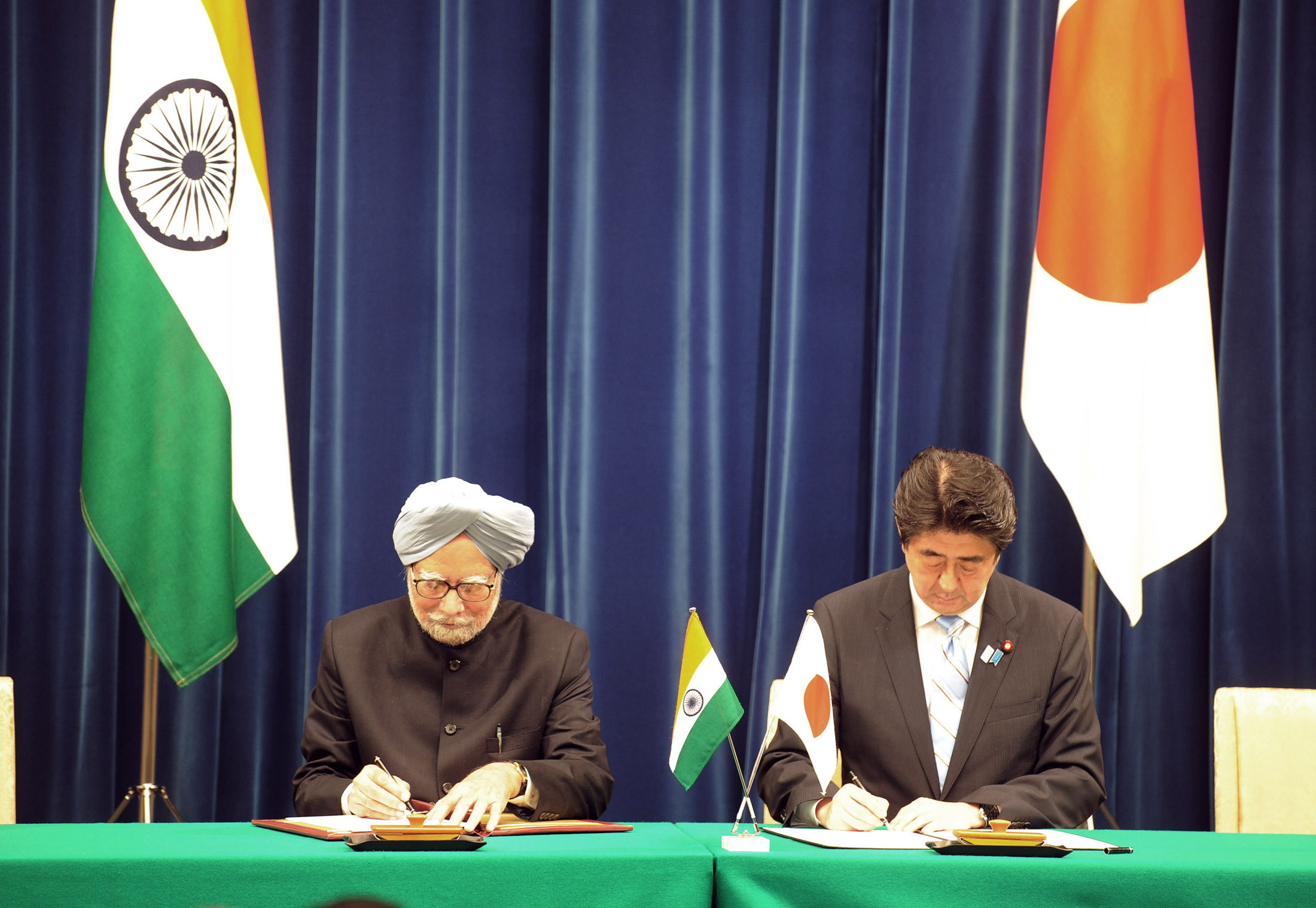
2013年5月，辛格与日本首相安倍晋三在东京。

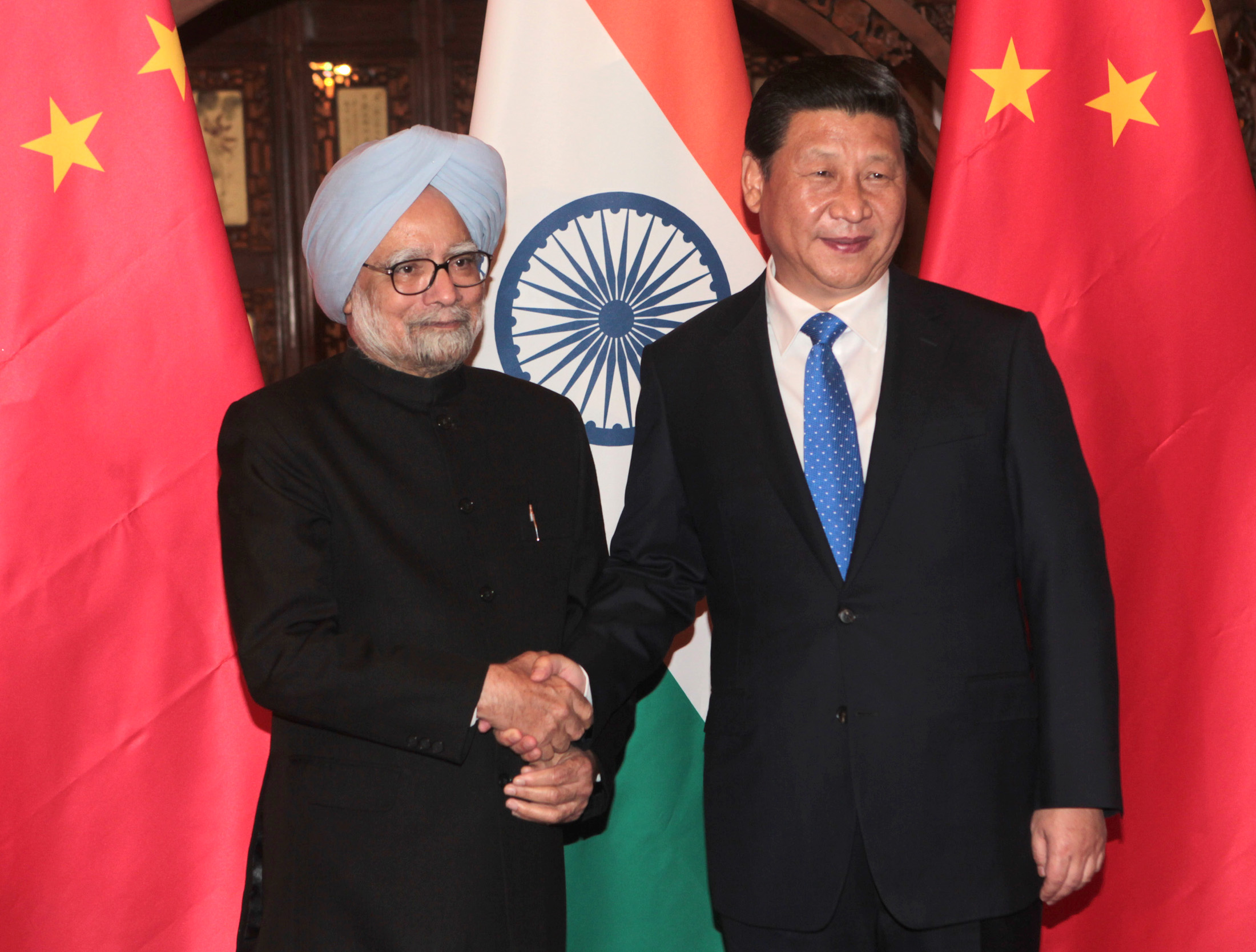
2013年10月，辛格在北京会见中国国家主席习近平。

### 逝世

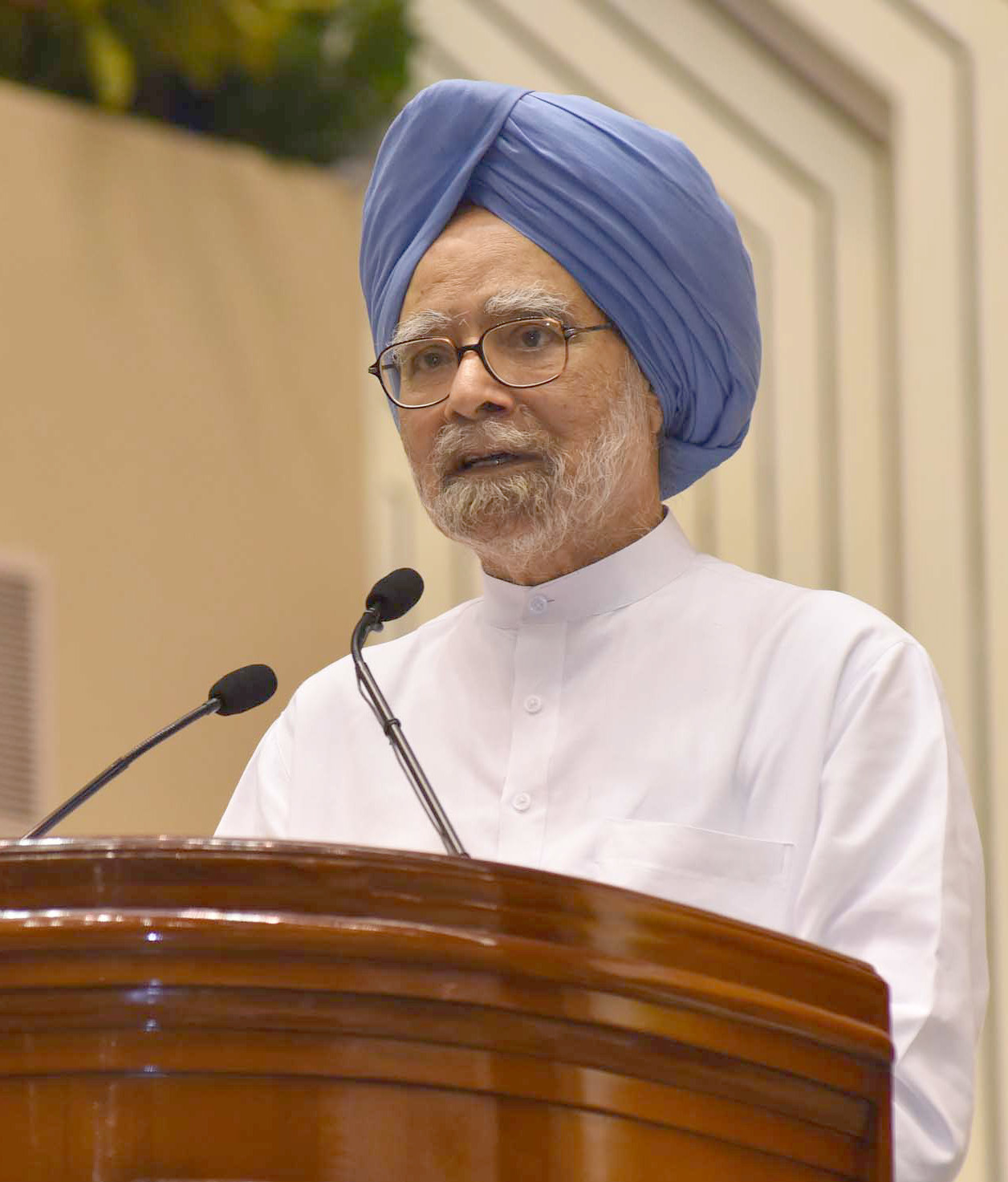
2018年9月，辛格發表新書演講。

辛格曾经多次接受心脏搭桥手术，最近一次是在2009年初。此后，辛格曾陆续因药物不良反应、新冠肺炎和身体虚弱等问题入院治疗。
2024年12月26日，辛格在位于新德里的家中突然因心脏病晕倒，随后被送往新德里全印医学科学研究所急救，在救治数小时后逝世，享年92岁。辛格逝世后，总理纳伦德拉·莫迪对其做了高度评价，赞扬其为印度最为杰出的领导人之一，并宣布全国哀悼。印度总统德拉帕迪·慕爾穆、副总统賈格迪普·丹卡爾、反对党领袖拉胡爾·甘地等政界高官也都发表声明，赞扬辛格的领导成就。12月28日，印度政府為辛格舉辦國葬，莫迪與印度總統等許多政要出席致意。國葬後，辛格的遺體按錫克教傳統火化，骨灰拋灑於亞穆納河中。

## 荣誉

### 外国勋章奖章
- 桐花大绶章（日本，2014年11月3日公布[2]）